# Сандерс, Уолтер Джереми
Уо́лтер Дже́реми Са́ндерс III (род. 12 сентября 1936, Чикаго, Иллинойс, США) — американский бизнесмен, один из основателей компании AMD.

## Молодость и образование
Джерри Сандерс родился в южном пригороде Чикаго, штат Иллинойс. В возрасте 5 лет остался на попечении бабушки и дедушки. По совету деда поступил в Университет Иллинойса. Во время учёбы произошла драка, в которой Джерри получил серьёзные травмы и был доставлен без сознания в больницу, но выздоровел. После драки, где имело место предательство друга, Джерри решил всегда полагаться только на свои силы.
В 1958 году Сандерс окончил университет со степенью бакалавра в области машиностроения, затем поступил на работу в Douglas Aircraft Company. Зарплата инженера оказалась невелика, а достойный заработок был лишь у работников отдела продаж. После раздумий Сандерс перешёл в Motorola, где работал менеджером по продажам. Но через год он получил предложение от Fairchild Semiconductor, где проработал до 1968 года. Тогда после смены руководства Fairchild Джерри Сандерс и многие его коллеги были уволены.

## Бизнес-карьера
В 1968 году Шерман Фэйрчайлд привел новую управленческую команду в Fairchild Semiconductor под руководством С. Лестера Хогана, в то время вице-президента Motorola Semiconductor. Сотрудники из Motorola, также известные как «Hogan’s Heroes» («Герои Хогана»), были консервативны и, следовательно, сразу же вступили в конфликт со стилем Сандерса.
В 1969 году группа инженеров Fairchild решила создать собственную компанию. Они попросили Сандерса присоединиться к ним, он ответил, что присоединится, если займёт место президента. Хотя это и вызвало некоторые разногласия, коллеги всё же согласились.
Сандерс добился высоких продаж и маркетинговой ориентации, несмотря на отставание от конкурентов в технологиях и объёме производства.
Он помог компании пережить трудные времена. В 1974 году особенно сильная рецессия почти сломила компанию. Во время многих рецессий он отказывался увольнять сотрудников, вместо этого он попросил их работать по субботам, чтобы увеличить объемы производства и выпускать новые продукты.
В 1982 году Сандерс был ответственным за лицензионную сделку с Intel, которая сделала AMD вторым партнером IBM для серии микропроцессоров Intel, что в конечном итоге сделало компанию единственным реальным конкурентом Intel.
В 2000 году Сандерс нанял Гектора Руиса, в то время президента сектора полупроводниковых продуктов Motorola, в качестве президента и главного операционного директора AMD и стать преемником, чтобы возглавить компанию после выхода Сандерса на пенсию. Руис сменил Сандерса на посту генерального директора в 2002 году.
Принцип Сандерса гласил «Люди во главе всего, продукты и прибыль будут следовать за ними!». Эта фраза выдавалась в виде распечатки для каждого нового сотрудника, который начинал работать в AMD в Дрездене, вплоть до выхода Сандерса на пенсию.

## Личная жизнь
У Джерри Сандерса есть три взрослых[уточнить] ребенка от его первого брака, а также дочь от его второй жены.